# Aglou
Aglou est un village de la commune rurale marocaine de Tnine Aglou, dans la province de Tiznit, au sein de la région de Souss-Massa, au Maroc. Le village est aussi connu pour sa plage surnommée la « plage d'َAglou ».

## Géographie
Le village d'Aglou a pour coordonnées géographiques : 29° 46′ 30″ N, 9° 52′ 01″ O.
Situé au bord de l'océan Atlantique, à environ 17 km de la ville de Tiznit par la 1909, il est considéré comme l'extension maritime de cette dernière.

## Historique
Aglou est lié à la médersa Ouggaguia située à Zaouiat Sidi Ouaggag, premier noyau de la dynastie des Almoravides.
Depuis la création de la route le reliant à Tiznit en 2009, le tourisme tend à s'y développer.

## Population et société
Dans le cadre du Programme d'électrification rurale global (PERG) de l'Office national d'électricité, il a été électrifié en 1999.
Le village dispose d'un centre de santé communal.